# Zuidelijke uitbreiding van Brussel
De zuidelijke uitbreiding van Brussel is een smal gebied in het Brussels Hoofdstedelijk Gewest dat toebehoort aan de Belgische gemeente Brussel, gelegen ten zuiden van de Vijfhoek.

## Locatie
De zuidelijke uitbreiding van Brussel begint bij het Louizaplein (Kleine Ring) ten zuidoosten van het Justitiepaleis van Brussel, volgt de Louizalaan naar het zuiden, vervolgt in het Ter Kamerenbos en eindigt aan de zuidrand van dit bos op de Terhulpse Steenweg. Het gebied is op z'n smalst ter hoogte van de flessenhals in de Louizalaan: het stuk tussen het Louizaplein en het Stefaniaplein. Daar is het gebied niet breder dan de straat. Ter hoogte van de Terhulpse Steenweg is het gebied op z'n breedst met ruim anderhalve kilometer. De zuidelijke uitbreiding is van het Louizaplein tot aan de Terhulpse Steenweg ongeveer vijf kilometer lang. Het gebied omvat onder andere ook de Koningstuin en het grootste deel van het domein van de Abdij Ter Kameren.
De zuidelijke uitbreiding deelt de gemeente Elsene in twee delen en ook een gebouwenblok ten zuidoosten van het Louizaplein is afgescheiden van de rest van de gemeente Sint-Gillis. Daarnaast grenst het in het zuidwesten aan de gemeente Ukkel en ten zuidoosten aan de gemeente Watermaal-Bosvoorde.

## Geschiedenis
In 1802 werd het gebied van Solbos, tot dan toe onderdeel van het Zoniënwoud, ontbost en omgevormd tot landbouwgrond.
In 1839 verkregen projectontwikkelaars toestemming om een nieuwe wijk aan te leggen ten zuiden van de Brusselse Vijfhoek. Deze wijk kwam te liggen op het grondgebied van de gemeenten Sint-Gillis en Elsene.
In 1840 werd het stuk van de flessenhals van de Louizalaan aangelegd.
Rond 1840 werd het bos hier steeds meer Ter Kamerenbos genoemd, omdat het grensde aan de bezittingen van de naburige Abdij Ter Kameren. Het bos werd echter door de slechte bereikbaarheid maar weinig bezocht. Sinds 1843 was het Ter Kamerenbos in het bezit van de Belgische overheid.
In 1844 stelden deze projectontwikkelaars voor om een brede laan aan te leggen om zo de nieuwe wijk met het Ter Kamerenbos te verbinden. Dit plan werd door de overheid goedgekeurd en aangemerkt als zijnde van openbaar nut. In 1851 werd de concessie verleend, maar door grote vertragingen werd die concessie hen in 1856 weer ontnomen.
In 1857 verkreeg de stad Brussel toestemming om een ontwerpwedstrijd voor de Louizalaan uit te schrijven. Per Koninklijk Besluit van 11 januari 1859 werd een door Maximilien Carez herwerkte versie van het oorspronkelijke plan voor de Louizalaan goedgekeurd. Er werd besloten om ook het verlengde deel van de flessenhals de naam Louizalaan te geven. De aanleg werd betaald door de stad Brussel.
In 1860 begonnen de werken voor de aanleg van de Louizalaan. Het terrein moest genivelleerd worden en om het hoogteverschil van 23,6 meter tussen de flessenhals en het Ter Kamerenbos te overbruggen moest er een zachte helling worden aangelegd.
Vanaf 1861 begon de bouw van huizen langs de toen 35 meter brede Louizalaan en de voortuinen van deze huizen hadden in eerste instantie een lengte van tien meter. Per Koninklijk Besluit van 12 juli 1864 werden de geplande voortuinen bij de straat gevoegd zodat de Louizalaan 55 meter breed werd.
Op 22 februari 1862 besloot de gemeenteraad van Brussel om te kiezen voor het plan van Édouard Keilig voor de aanleg van een park in Engelse landschapsstijl in het Ter Kamerenbos.
Per Koninklijk Besluit van 21 april 1864 werd de Louizalaan en het Ter Kamerenbos toegevoegd aan de stad Brussel. De stad werd daarmee verantwoordelijk voor de aanleg en onderhoud van het bos. Over een afstand van 40 tot 100 meter werden ook de aanpalende terreinen door de stad Brussel geannexeerd, waarbij toenmalige contouren van velden, landwegen en landgoederen werden gevolgd. De straten in de buurgemeenten, die vaak de oude veldwegen volgden, werden doorgetrokken tot de Louizalaan om zeker te zijn van een verbinding hiermee.
In 1866 was de aanleg van het Ter Kamerenbos gereed en werd het voor het publiek opengesteld. Rond het bos profiteerden de horecagelegenheden aan de Louizalaan, Victorialaan, Bospleinlaan, Diesdellelaan en Congolaan van de vele bezoekers.
In 1906 richtte men de nv Compagnie de l'Exposition de Bruxelles op om de Wereldtentoonstelling van 1910 te organiseren. Men koos als locatie hiervoor Solbosch. De wereldtentoonstelling was de aanzet voor stedenbouwkundige ontwikkelingen. Hierbij stond Elsene een stuk grond af van 62,6 hectare tussen het Ter Kamerenbos en de Adolphe Buyllaan, Waaglaan, Derbylaan en Woudlaan aan de stad Brussel en legde Elsene de Émile Duraylaan aan. De stad Brussel legde hierbij meerdere straten aan, waaronder de Émile De Motlaan en de Lloyd Georgelaan, en verbond zich om in het gebied een woonwijk te bouwen met de Natiënlaan (later Franklin Rooseveltlaan genoemd) als hoofdweg door de wijk. De drie aangelegde wegen dienden als toegangswegen voor de wereldtentoonstelling. Met de aanleg van de Natiënlaan werd het laatste gedeelte van de ringlanen voltooid via Elsene, Watermaal-Bosvoorde en Oudergem. Eind 1910 sloot de wereldtentoonstelling en begon men met de aanleg van de nieuwe wijk.
In de jaren 1910 werd de Louizalaan uitgebreid met een luxueuze doodlopende privéstraat, dwars gelegen op de Louizalaan, ongeveer in het verlengde van de Lloyd Georgelaan, vlak voor het Ter Kamerenbos. Dit straatje kreeg een dubbele naam, officieel heet het de Louizalaan, maar is ook gekend onder de naam Bossquare.
In 1921, toen de stad Brussel de universiteit een terrein aanbood, vestigde de Université libre de Bruxelles zich in Solbosch, waarmee de Campus Solbosch ontstond.
In 1976 besloot men het Ter Kamerenbos per Koninklijk Besluit te beschermen.